# Цитоскелет прокариот

Элементы цитоскелета Caulobacter crescentus. Элементам прокариотического цитоскелета сопоставлены их эукариотические аналоги и предполагаемые клеточные функции

Цитоскеле́т прокарио́т — совокупное название для всех структурных филаментов прокариот. В прошлом считалось, что у прокариот цитоскелета нет, однако с начала 1990-х стали накапливаться данные о наличии у прокариот разнообразных филаментов. У прокариот не только имеются аналоги ключевых белков цитоскелета эукариот, но и белки, не имеющие аналогов у эукариот. Элементы цитоскелета играют важные роли в делении клеток, защите, поддержании формы и определении полярности у различных прокариот.

## FtsZ
FtsZ, первый описанный цитоскелетный элемент прокариот, формирует посередине клетки кольцевую структуру, известную как Z-кольцо, которое сокращается при делении клетки, подобно актин-миозиновому сократительному кольцу эукариот. Z-кольцо — высокодинамичная структура, состоящая из многочисленных пучков протофиламентов, и механизмы сжатия Z-кольца, как и число протофиламентов, остаются неизвестными. FtsZ функционирует как организующий белок и необходим для клеточного деления, привлекая к месту деления все известные необходимые для деления белки.

Z-кольцо формируется из субъединиц FtsZ

Несмотря на функциональную близость с актином, FtsZ гомологичен эукариотическому белку тубулину, образующему микротрубочки. Хотя сравнение первичных структур (то есть аминокислотных последовательностей) FtsZ и тубулина указывает лишь на слабую близость, их трёхмерные структуры удивительно похожи. Более того, как и тубулин, мономерный FtsZ связан с ГТФ, и полимеризация его с другими мономерами FtsZ происходит с затратой энергии ГТФ, подобно тому, как это происходит при димеризации тубулина. Поскольку FtsZ необходим для деления бактериальных клеток, он может служить мишенью для антибиотиков.

## MreB

Схематическое изображение роли филаментов MreB цитоскелета бактерий в поддержании палочкоподобной формы клетки: к этим филаментам, расположенным по спирали, крепятся ферменты синтеза пептидогликана клеточной стенки, а именно муреинтранспептидаза PBP2. В образовании этого комплекса также принимают участие белки MreC (образует спиральные филаменты в периплазматическом пространстве), MreD, RodA и RodZ (трансмембранные белки)

MreB — бактериальный белок, который, как считают, аналогичен эукариотическому актину. Первичные структуры актина и MreB мало похожи, однако их трёхмерные структуры и механизмы полимеризации в протофиламенты очень схожи. Почти у всех несферических бактерий MreB необходим для поддержания формы клетки. MreB собирается в сеть протофиламентов под мембраной клетки по всей её площади. MreB определяет форму клетки, определяя местонахождение и активность ферментов, синтезирующих пептидогликан, а также формируя упругую сеть филаментов под мембраной клетки, противостоящую внешнему давлению. У Caulobacter crescentus MreB конденсируется из своей сети филаментов в плотное кольцо в септе непосредственно перед разделением двух клеток. Предполагается, что это необходимо для локализации нецентральной септы этой бактерии. У полярных бактерий MreB важен для определения полярности, например, у C. crescentus он отвечает за правильную локализацию по крайней мере четырёх полярных белков.

## Кресцентин
Кресцентин — аналог эукариотических белков промежуточных филаментов. В отличие от вышеописанных случаев, у кресцентина и белков промежуточных филаментов довольно похожие первичные структуры, помимо сходства трёхмерных структур. Ген creS, кодирующий кресцентин, на 25 % идентичен и на 40 % схож с геном, кодирующим кератин 19, а также на 24 % идентичен и на 40 % похож на ядерный ламин А. Более того, филаменты кресцентина имеют диаметр примерно 10 нм, что попадает в интервал диаметров эукариотических промежуточных филаментов (8—15 нм). Кресцентин формирует непрерывный филамент, протягивающийся от полюса до полюса вдоль внутренней, вогнутой поверхности бактерии Caulobacter crescentus, имеющей форму полумесяца. Для поддержания характерной формы клеток C. crescentus необходимы и MreB, и кресцентин. Предполагается, что MreB придаёт клеткам этой бактерии палочковидную форму, а кресцентин далее изгибает её в форме полумесяца.

## ParM и SopA

Механизм расхождения копий плазмиды, которое происходит при участии филаментов ParM

ParM — элемент цитоскелета, который структурно близок к актину, однако функционирует как тубулин. Кроме того, он полимеризуется двунаправленно и проявляет динамическую нестабильность, как это свойственно полимеризации тубулина. Он формирует систему с ParR и parC, которая необходима для разделения плазмид R1. ParM прикрепляется к ParR — ДНК-связывающему белку, который специфически связывается с 10 прямыми повторами в области parC плазмиды R1. ParM прикрепляется к ParR двумя концами своего филамента. Далее филамент удлиняется, растаскивая две копии плазмиды R1 в разные стороны. Работа этой системы похожа на разделение хромосом при делении клеток эукариот, и ParM функционирует подобно тубулину в веретене деления, ParR — как кинетохор, а parC — как центромера хромосомы. Разделение F-плазмид происходит похожим образом: белок SopA функционирует как цитоскелетный филамент, а белок SopB связывается с областью sopC F-плазмиды, подобно кинетохору и центромере соответственно. Актиноподобный гомолог ParM был обнаружен также у грамположительной бактерии Bacillus thuringiensis. Он собирается в структуры, напоминающие микротрубочки, и участвует в разделении реплицированных плазмид.

## Система MinCDE
Система MinCDE представляет собой систему филаментов, которая располагает септу строго посередине клетки Escherichia coli. MinC препятствует образованию септы, мешая полимеризации FtsZ. MinC, MinD и MinE образуют спиральную структуру, которая обвивается вокруг клетки и связана с внутренней стороной мембраны при помощи белка MinD. Спираль MinCDE занимает полюса и служит завершением нитчатой структуры, известной как Е-кольцо, состоящей из белка MinE и локализованной в средней части полярной области. Е-кольцо сокращается, приближаясь к полюсу и по ходу движения разбирая спираль MinCDE. При этом отделившиеся компоненты Е-кольца собираются на противоположном полюсе и начиная разборку спирали MinCDE с другого конца. Процесс повторяется, и спираль MinCDE осциллирует между положениями у двух полюсов клетки. Эта осцилляция продолжается в ходе клеточного цикла, благодаря чему концентрация белка MinC, ингибирующего образование септы, в середине клетки меньше, чем у полюсов. Динамическое поведение белков Min было реконструировано in vitro, где искусственный липидный бислой выступал аналогом мембраны.

## Бактофилин
Бактофилин — это цитоскелетный белок, который формирует филаменты по всей клетке палочковидной протеобактерии Myxococcus xanthus. Бактофилин (BacM) необходим для поддержания правильной формы клетки и целостности клеточной стенки. Клетки M. xanthus, лишённые BacM, деформированы морфологически: их клетки изогнуты, и мутанты по соответствующему гену (bacM) отличаются пониженной устойчивостью к антибиотикам, действующим на клеточную стенку. BacM разрезается из своей полноразмерной формы и приобретает способность к полимеризации. Бактофилины принимают участие в поддержании клеточной формы и у других бактерий, в том числе изогнутых клеток Proteus mirabilis , спиральной формы Helicobacter pylori, а также принимают участие в образовании стебельков у Caulobacter crescentus.

## Кренактин
Кренактин — это аналог актина, обнаруженный у архей из типа Crenarchaeota, а именно у членов порядка Thermoproteales и Candidatus Korarchaeum. Аминокислотная последовательность кренактина имеет самую высокую степень сходства с таковой у актина среди всех известных гомологов актина. Кренактин хорошо изучен на примере археи Pyryobaculum calidifontis и имеет высокую специфичность по отношению к АТФ и ГТФ. Виды, имеющие кренактин, все имеют палочковидную или иголковидную форму. Показано, что кренактин P. calidifontis формирует спиральные структуры, которые тянутся по всей длине клетки, так что возможно, что кренактин играет такую же роль в поддержании формы клетки, что и белок MreB других прокариот.

## MamK
Ещё один прокариотический гомолог актина MamK принимает участие в организации мембран магнетосом. Магнетосомы — это органеллы бактерий родов Magnetospirillum и Magnetococcus, которые содержат кристаллы магнетита, окружённые мембраной, и помогают бактерии ориентироваться в геомагнитном поле. В клетке магнетосомы расположены в ряд, с ними всегда ассоциированы длинные филаменты белки MamK.